# (22914) Tsunanmachi
(22914) Tsunanmachi est un astéroïde de la ceinture principale.

## Description
(22914) Tsunanmachi est un astéroïde de la ceinture principale. Il fut découvert le 13 octobre 1999 à la station Anderson Mesa par le programme LONEOS. Il présente une orbite caractérisée par un demi-grand axe de 3,11 UA, une excentricité de 0,31 et une inclinaison de 15,3° par rapport à l'écliptique.

## Compléments